# Lucia Colavizza
Lucia Colavizza (10 marzo 1949) è un'ex cestista italiana.

## Carriera
180 cm, è stata campionessa d'Italia per cinque volte tra il 1969-1970 e il 1974-1975. Ha anche giocato nell'Italia under 20 e nella sperimentale.

## Palmarès
- Campionato italiano: 5
Geas: 1969-70, 1970-71, 1971-72, 1973-74, 1974-75